# Зміна клімату та корінні народи

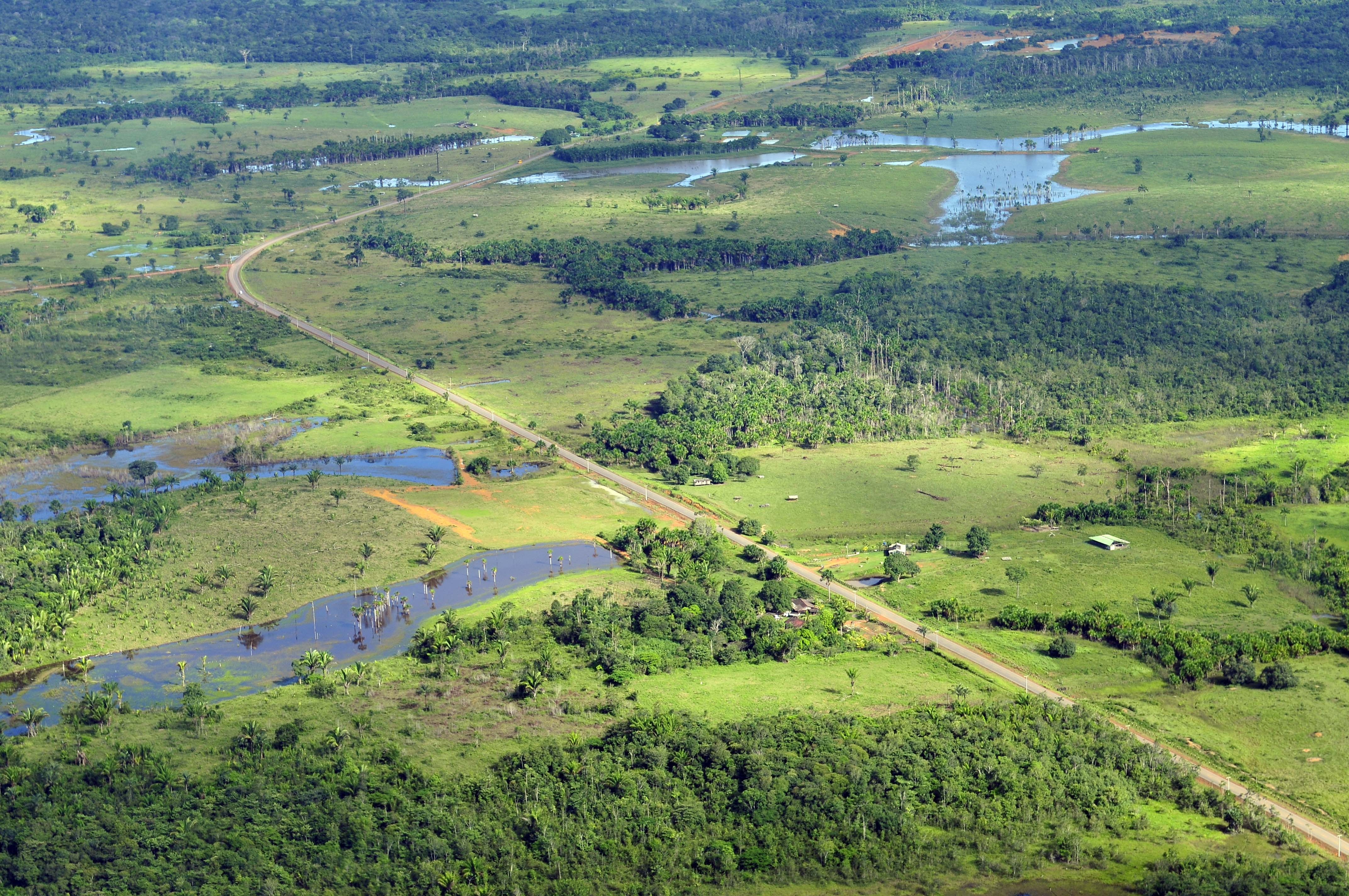
Вирубка лісів Амазонки поблизу Манауса, столиці бразильського штату Амазонас

Зміна клімату та корінні народи — проблема, яка полягає у непропорційному впливі зміни клімату на корінні народи у всьому світі, якщо порівняти з не корінними народами. Ці впливи особливо відчутні щодо здоров’я, навколишнього середовища та громад. Деякі місцеві дослідники зміни клімату стверджують, що ці непропорційні наслідки пов'язані з наявними практиками колоніалізму. При цьому по всьому світу корінні народи мають стратегії та традиційні знання для адаптації до зміни клімату. Ці системи знань можуть бути корисними для адаптації до зміни клімату їхніх власних спільнот в межах самовизначення, а також можуть використовуватися не корінними спільнотами.
У понад 90 країнах проживає понад 370 мільйонів осіб, що належать до корінних народів. Приблизно 22% суші планети є територіями корінного населення, причому ця цифра змінюється залежно від того, хто визначається як корінне населення. Більшість світового біорізноманіття розташовано на територіях корінних народів. Корінні народи відіграють вирішальну роль основних зберігачів знань у своїх спільнотах. Це знання включає в себе особливості підтримки соціально-екологічних систем, у яких перебувають спільноти. Декларація ООН про права корінних народів визнає, що корінні народи мають специфічні знання, традиційну практику та культурні звичаї, які можуть сприяти належному та сталому управлінню екологічними ресурсами.
Корінні народи мають потужний досвід відповідей на виклики зміни клімату через широкі географічні території, які вони населяють по всьому світу, а також через те, що їхня культура та засоби до існування, як правило, пов’язані з наземними практиками та відносинами, які кидають виклик західним уявленням про природу як власність або як ресурс. Корінні народи мають різноманітний досвід дослідження зміни клімату та потенційних рішень, який традиційна наука тільки починає включати у свої теорії. У результаті такого включення концепції традиційних знань і традиційної практики все більше корінних народів стають науковцями .

## Виклики
Наукові звіти показують, що через підвищення рівня моря, повені, посухи та шторми по всьому світу мільйонам людей доведеться змінити місця проживання. Хоча ці умови вплинуть на людей у всьому світі, але непропорційно більше вони вплинуть на корінні народи.
Багато селян-тубільців помічають очевидні зміни в кліматі та природі, хоча часто не знайомі з концепцією зміни клімату. Часто корінні народи покладалися на свій власний календар посівів залежно від напрямку вітру, сезонів цвітіння, міграції птахів та інших факторів навколишнього середовища, які постали на основі спостережень протягом тисяч років. Проте, під час глобального потепління та змін циклів природи, селяни, які сподіваються на традиційне прогнозування, відчувають себе беззахисними. Крім того, селяни з обмеженим доступом до технологій та сучасних прогнозних новин стикаються з несподіваними змінами погоди, такими як коливання температури або раптові опади.
Усі ці умови ставлять корінні народи під психологічний і фізичний тиск. Щодо сільського господарства: «практики та традиції, які витримали тисячоліття цивілізацій підйому й занепаду, стають застарілими». Це може мати психологічні наслідки для людей, які використовували моделі вирощування у своїх методах ведення господарства, які часто тісно пов’язані з місцевими релігійними та культурними обрядами.
Корінні народи будуть сильніше піддаватися впливу зміни клімату, ніж некорінні народи з кількох причин:
- Корінні громади географічно, як правило, розташовані в регіонах, більш вразливих до зміни клімату, таких як місцеві тропічні ліси, Арктика та прибережні райони.[12]
- Багато культур і способів життя корінних народів безпосередньо пов’язані з довкіллям, тому здоров’я середовища, в якому вони живуть, надзвичайно важливе для їхнього фізичного та духовного благополуччя.[8][13] Зміна клімату, і, як наслідок, зміна довкілля матиме більший вплив на людей, які залежать від навколишнього середовища безпосередньо, як духовно, так і фізично.[14] Корінні жителі постраждають більше через їх глибокий зв’язок із землею.[15]
- Зростання негативних наслідків зміни клімату також безпосередньо пов'язане з пригніченням, бідністю та іншими проблемами, викликаними колоніалізмом.[16] Це пояснюється тим, що корінні народи пережили серію травматичних подій, наприклад, «винищень, геноцидів, пандемії хвороб, примусове виселення та переселення, політику асиміляції індіанських шкіл-інтернатів та заборону духовних і культурних практик, що породили історію етнічного та культурного геноциду».[17]
- Корінні громади по всьому світу, як правило, мають економічні недоліки, які не настільки поширені в некорінних громадах через тривале пригнічення, яке вони зазнали протягом тривалого часу. Ці недоліки включають нижчий рівень освіти та вищий рівень бідності та безробіття, що посилює їхню вразливість до зміни клімату.[14]

Проте багато досліджень показують, що, хоча корінні народи відчувають наслідки на непропорційному рівні, тубільці мають сильну здатність адаптуватися, коли справа доходить до змін довкілля, спричинених зміною клімату, і є багато випадків, коли корінні народи ефективно адаптуються до таких змін. Їхня здатність до адаптації полягає в традиційних знаннях їхніх культур, які через «травматичні вторгнення» були втрачені або зневажені. 
Втрата традиційних знань і гноблення, з якими стикаються корінне населення, часто становлять більшу загрозу, ніж зміна самого середовища.

## За регіонами

### Африка

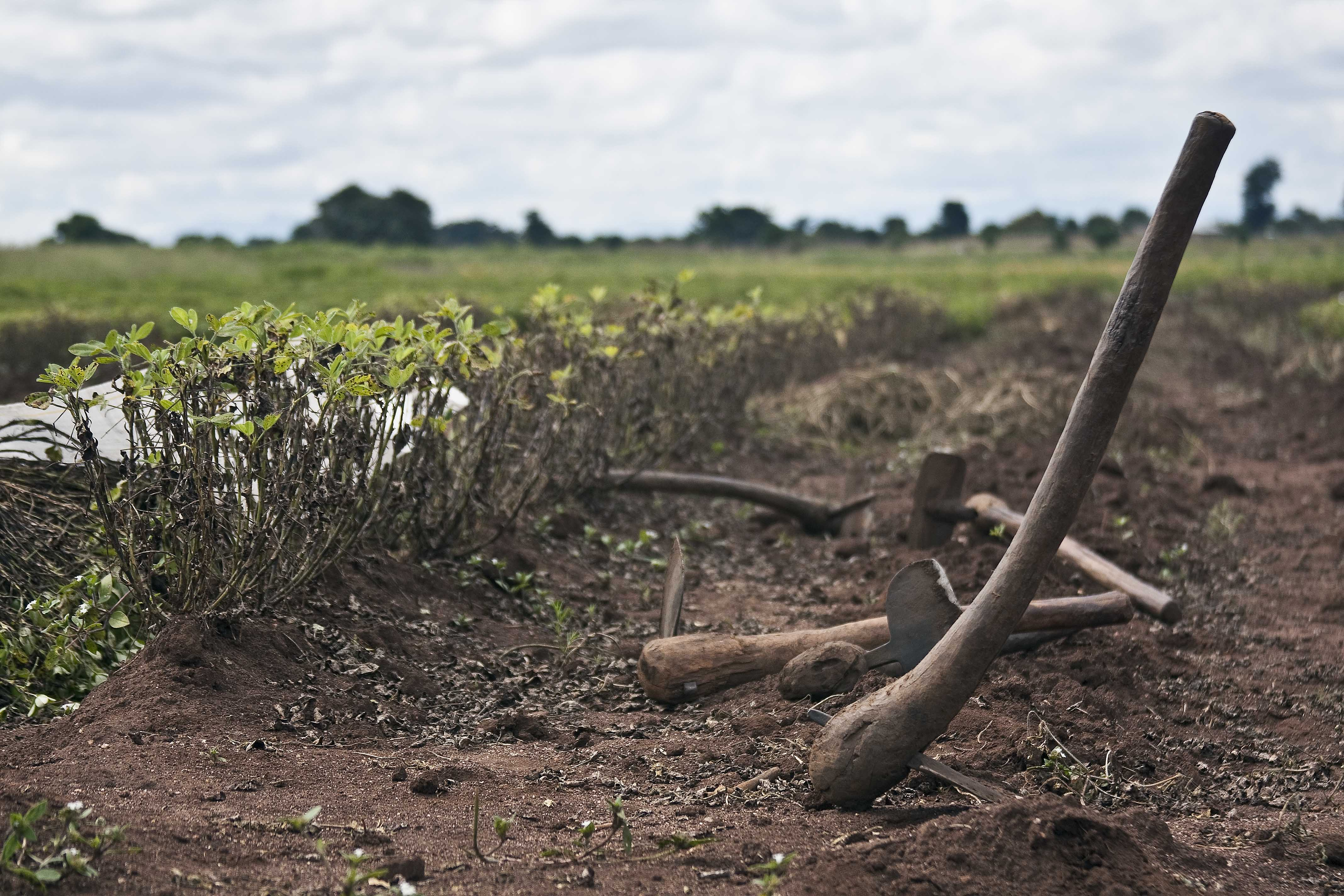
Сільськогосподарські знаряддя з Малаві, де дослідники вивчали методи місцевого землеробства.

Зміна клімату в Африці призведе до відсутності продовольчої безпеки, переміщення корінного населення, а також до зростання голоду, посухи та повеней.
У деяких регіонах Африки, як-от Малаві, зміна клімату також може призвести до зсувів, градів і селів.
Тиск зміни клімату на Африку посилюється, бо інфраструктура боротьби зі стихійними лихами не існує або вкрай неадекватна на всьому континенті.
Крім того, вплив зміни клімату в Африці непропорційно припадає на корінне населення, оскільки воно має обмеження щодо своєї міграції та мобільності, на них більш негативно впливає зменшення біорізноманіття, а їхні сільськогосподарські землі непропорційно деградують внаслідок зміни клімату.
У Малаві спостерігається зниження врожайності з одиниці гектара через тривалі посухи та недостатню кількість опадів.
Повідомляється, що найбільш вразливим до зміни клімату регіоном Нігеріїв є дельта Нігеру.
Тут щорічно реєструються випадки повеней, особливо в населених пунктах уздовж річки Нігер та її приток, що затопило багато населених пунктів і призвело до переміщення людей зі своїх домівок.
У Південному Єгипті та Північному Судані корінне сільське населення все ще дотримується коптського календаря, який є стародавнім календарем доби фараонів. Але нині селянам важко терпіти зміну клімату та її різкий вплив на природу. Зазвичай в цих регіонах селяни висаджують пшеницю наприкінці серпня. Але через нові високі температури в цей період посадка затягується і впливає на всю сівозміну.
За словами Ісмаїла Ель Гізулі, суданського вченого і колишнього виконуючого обов’язки голови Міжурядової групи експертів ООН зі зміни клімату (IPCC): «Ще 20 років тому цей календар був майже ідеальним», але тепер «через зміну клімату існує мінливість від одного року до іншого».
Найпівнічніші та найпівденніші країни в межах  Африканського континенту вважаються субтропічними. Однією з найбільш значущих загроз субтропічних регіонів через зміну клімату є посуха. 
Посуха призводить до подальших проблем, що стосуються сільського господарства, що має значний вплив на засоби існування населення в цих районах. По всьому континенту скотарі впоралися з посушливістю землі, перейшовши на кочовий спосіб життя. Так вони знаходять для своєї худоби різні джерела води.

### Арктика

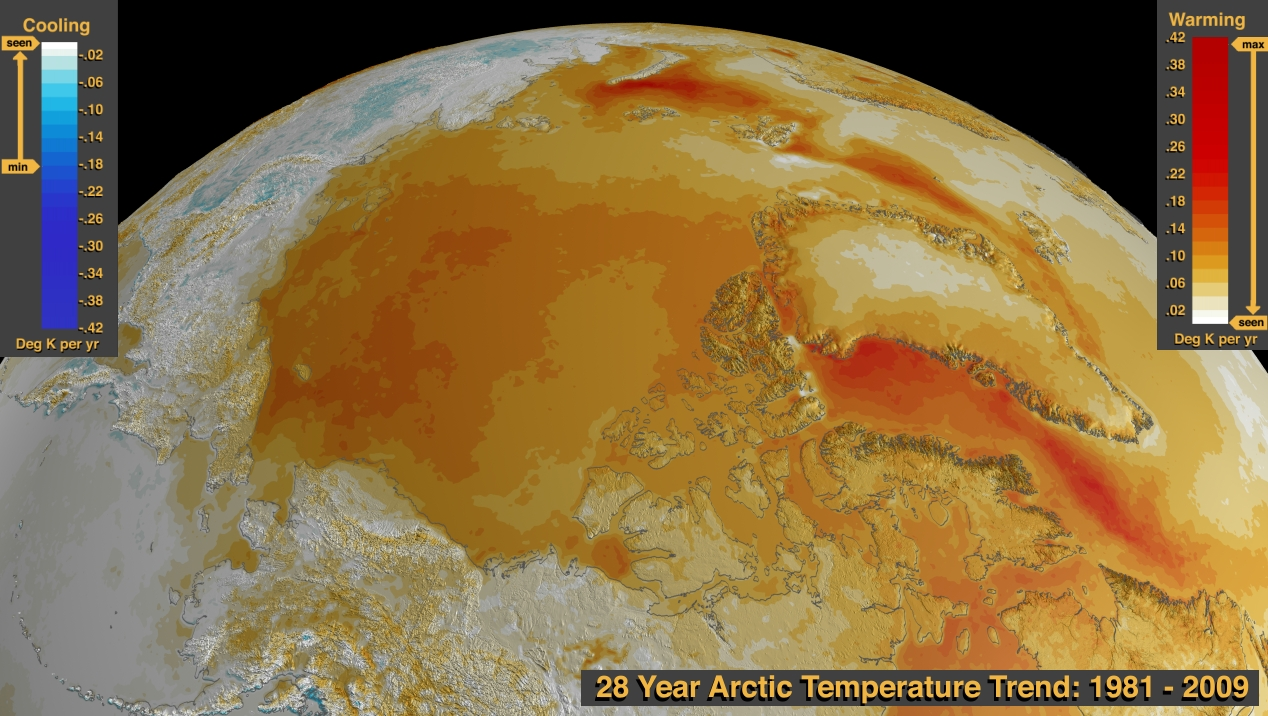
Потепління в Арктиці

Глобальне потепління має найбільш драматичний вплив на арктичний регіон. У порівнянні з рештою світу, тут температура зростає вдвічі швидше.
Як наслідок, корінні народи, які існують у цьому регіоні, стикаються з безпрецедентними проблемами.
Щодо глобальних викидів вуглекислого газу, то корінні народи Арктики роблять до нього мінімальний внесок. Вони несуть відповідальність за інших. Так, Китай відповідає за 28%, Сполучені Штати відповідають за 15%, Індія відповідає за 7%, а Росія відповідає за 5%.
Однак вісім арктичних країн загалом відповідають за 22% від загальних глобальних викидів вуглекислого газу.
Хоча корінні народи, які існують у цих арктичних країнах фактично не забруднюють середовище, викиди в основному здійснюються нафтогазові компанії та інші некорінні суб’єкти.
Отже, тубільні народи Арктики несуть мінімальну відповідальність за спричинення зміни клімату, але не можуть уникнути відповідних наслідків. Багато організацій, які виступають за екологічну справедливість, такі як Рух рідних та Фонд екологічної справедливості, звернули увагу на цю невідповідність, зрештою стверджуючи, що країни та корпорації, які несуть більшу відповідальність за зміну клімату, повинні нести фінансову та етичну відповідальність за наявні збитки корінних народів.
Згідно ідентичності Кая, на сукупний глобальний рівень викидів вуглекислого газу впливають чотири фактори.
Такими факторами є збільшення світового населення, валового внутрішнього продукту (ВВП) на душу населення, енергоємності та вуглецевої інтенсивності.
До того, як COVID-19 поширився по всьому світу, глобальне населення, ВВП на душу населення та інтенсивність вуглецю зростали, тоді як енергоємність зменшувалася, що у сукупності призвело до зростання глобальних рівнів викидів вуглекислого газу.
COVID-19 призвів до зниження вуглецевої інтенсивності та ВВП на душу населення.
У 2020 році викиди вуглецю скоротилися, комплексний довгостроковий вплив на зниження концентрації вуглекислого газу в атмосфері є мінімальним.
Збільшення глобального рівня викидів вуглекислого газу означає значне скорочення морського льоду.
Згідно з супутниковими знімками, арктичний регіон наразі має найменшу площу льоду в історії.
Зміна клімату призведе до швидшого підвищення рівня моря, частіших і все інтенсивніших штормів і вітрів, а також до збільшення ерозії від вищих хвиль.
Крім того, це призведе до подальшого зменшення кількості морського льоду. Ефект альбедо має серйозні наслідки для Арктики та решти світу. Коли лід тане, його світла поверхня також зникає. Світлі поверхні відбивають більше випромінювання, а темніші поглинають більше випромінювання. Перетворення морського льоду у воду робить більшу частину поверхні Землі темнішою, що ще більше сприяє глобальному потеплінню, оскільки поглинається ще більше радіації. Таке явище відоме як петля позитивного зворотного зв’язку. Альбедо вимірюється за шкалою від 0 до 1, 0 відповідає ідеальному чорному тілу, яке поглинає все випромінювання, а 1 відповідає тілу, яке відбиває все вхідне випромінювання. З 1979 по 2011 рік загальне альбедо Арктики зменшилося з 0,52 до 0,48, що означає, що вона в цілому мала темніші поверхні і поглинала більше енергії. Станом на 2011 рік Північний Льодовитий океан отримав ще 6,4 +/- 0,9 Вт/м^2 сонячної енергії. Очікується, що в найближчі роки альбедо ще більше знизиться. Вчені прогнозують ситуацію, коли весь арктичний літній морський лід розтане повністю. Якщо парникові гази викидатимуться в глобальні викиди, як передбачалося, то танення льоду потенційно може нагріти планету приблизно на 0,2 °C.
Скорочення морського льоду наразі впливає не лише на глобальну температуру та кліматичні кризи. Це також безпрецедентними способами завдає значної шкоди корінним народам. Корінні народи в Арктиці включають корінне населення, яке проживає в Канаді, Гренландії, США, Норвегії та Росії. У Канаді існує дев'ять основних груп інуїтів. Це лабрадорміути (інуїти Лабрадору), нунавімміути (нунавік-інуїти або інуїти унгава), нунаціарміути (інуїти з острова Баффіна), іглулінгміути (іглулік-інуїти), ківаллірміути (інуїти карібу), нецилінгміути (нецилінгміути - інуїти з острова Баффіна), квікіртаміути (інуїти Санікілуаку) та інувіалуїти (інуїти Західної Арктики або інуїти дельти Маккензі). У північних регіонах Канади є також корінні нації неінуїтів, хоча їх кількість менша. До них належать крі, дене та інну. У Гренландії корінним населенням є інуїти. Вони становлять більшу частину населення острова. У Сполучених Штатах корінні народи Арктики проживають на Алясці. Хоча існує багато різних способів їх класифікації, вони переважно групуються за регіонами. На півдні — це юпікм (купікм), еякм, хайда, тлінкіти, цімшиани. На півночі — народи острова Святого Лаврентія — юпіки та інупіати. Внутрішня частина Аляски є батьківщиною атабасків. На Алеутських островах і в південно-центральній частині Аляски проживають народи Алутііків і алеутів (унангаксів). Народ саамів проживає у Норвегії, Фінляндії, Швеції та Росії і є єдиною корінною групою в Європейському Союзі. На території, відомій як Росія, проживає понад 180 корінних народів. До них належать буряти, енці, евенки, хакаси, комі, ороки, ненці, якути та інші. Ісландія є єдиною арктичною країною, в якій немає корінних націй, оскільки її громадяни в основному походять з північних європейців. Усі ці групи корінного населення піддаються великому ризику через зміну клімату: льоду, підвищення рівня моря, посилення ерозії, втрату традиційної їжі та полювання.
Для народу саамів їхні стосунки з оленями також під загрозою. Протягом століть оленярство допомагало саамам виживати. Саами, які проживають у Фіннмарку, географічному районі у Північній Норвегії, через зміну клімату можуть помітити зміни в оленярстві. Кліматичні прогнози показують багато сценаріїв у ХХІ столітті, коли регіональні та місцеві райони можуть більше не мати належних умов для вирощування та отримання прибутку від північних оленів. Традиційно саамські скотарі реагували б на зміни навколишнього середовища, переїжджаючи в більш вигідні райони з ідеальними сніговими умовами, температурою та іншими екологічними ресурсами. Однак у наш час стійкість більше не є варіантом. Економічні та юридичні бар’єри, накладені на саамів Норвегією, втрата середовища проживання та значна втрата снігу – все це заважає саамській нації реагувати на ці зміни. Існує також велика невизначеність щодо зміни клімату. Зміна клімату може призвести до ще більш несподіваних труднощів у підтримці цієї традиційної практики. Північні олені є не тільки економічно важливими для саамів, але вони також є основною частиною їхньої культури. Північні олені надихали і продовжують надихати музику, фестивалі, мову та оповідання. Щоб максимально допомогти саамам, скандинавські країни та міжнародне співтовариство повинні визнати як їх традиційні системи знань і способи життя, так і право бути присутніми за столом прийняття рішень.

#### Канада
Через зміну клімату інуїти, які проживають в Канаді, стикаються зі значними труднощами у підтримці традиційних систем харчування. Протягом сотень років тубільці полювали на морських савців. Багато з їхніх традиційних економічних операцій та культурних церемоній були та й досі зосереджені навколо китів та інших морських тварин. Зміна клімату призводить до того, що океан розігрівається і підкислюється, негативно впливаючи на ці види у традиційних районах і змушуючи багатьох мігрувати в інші місця. Деякі вчені вважають, що потепління в Арктиці призведе до відсутності продовольчої безпеки, що вже є проблемою для канадійських інуїтів. Промисловці вже зараз забирають деякі з їхніх основних джерел їжі. Проте, інші вчені вказують на стійкість, яку вони виявляли в минулому до зміни температур, і вірять, що вони, ймовірно, зможуть адаптуватися. Хоча предки сучасних інуїтів мігрували по Арктиці на основі пошуку тварин і пристосовувалися до змінних шляхів міграції, сучасні геополітичні кордони та закони заважають цим заходам, необхідним для збереження цих традиційних систем харчування. Незалежно від того, чи зможуть тубільці успішно модифікувати свої морські харчові системи, вони втратять певні аспекти своєї культури. Щоб полювати на цих китів та інших морських ссавців, вони протягом поколінь використовували одні й ті ж традиційні знаряддя. Якби ці тварини не забезпечували їм існування, основна частина їхньої культури застаріла б.
Інуїти також втрачають доступ до кільчастої нерпи і білих ведмедів, двох ключових тварин, які необхідні для традиційної дієти інуїтів. Зміна клімату призвела до різкого скорочення популяції нерп, що призвело до серйозної шкоди зимовому господарству інуїтів. Кільчаста нерпа є найпоширенішим видом для існування у всьому Нунавуті, як на землі, так і на воді. Без кільчастої нерпи інуїти втратили б почуття самоідентифікації або культурну форму спільного використання ресурсів. М’ясо кільчастої нерпи є одним із основних видів м’яса спільного споживання і використовується в цій традиційній системі протягом сотень років. Зі зміною клімату харчування різко зміниться. Крім того, через спільне поїдання кільчаста нерпа втілює ідеали спільності, єдності та колективізму. Її занепад означає втрату відчуття єдності інуїтів. Через кліматичні зміни також скорочується Популяція білих ведмедів. Ведмеді полюють на кільчастих нерп, тому цей вид залежний від їх кількості. Цей спад також завдає шкоди Нінгіктуку, оскільки м’ясо білого ведмедя поширюється серед інуїтів.
Для народу гвічін, тубільного племені Канади, що розмовляє антабаскою мовою, центральними в їх культурі є північні олені. Вони співіснували з гвічінами протягом тисяч років. В результаті вся культура тубільців знаходиться під безпосереднім ризиком. Через підвищення температури та танення льоду чисельність карибу швидко зменшується. Сара Джеймс, відома активістка гвічінів з Аляски, розповіла: «Ми — народ карібу. Карібу – це не тільки те, що ми їмо; вони такі, ким ми є. Це історії, пісні і весь спосіб, яким ми бачимо світ. Карібу - це наше життя. Без карібу ми б не існували».

#### Аляска, США
За словами вчених, що досліджують спільноти корінних народів, таких як Деніел Вайлдкет, Зої Тодд і Кайл Вайт, досвід сучасної зміни клімату перегукується з попереднім досвідом екологічної шкоди та територіального переміщення, спричиненого європейськими поселеннями. 
Колоніальні практики, такі як забудова дамб і вирубка лісів, змусили корінне населення адаптуватися до незнайомого клімату та середовища.
Таким чином, вплив глобальної зміни клімату розглядається як не окремо, а як посилення впливу колоніалізму поселенців.
Вчені та активісти корінних народів стверджують, що колонізаторська політика — пріоритет експлуатації та переведення ресурсів у товари перед вченнями корінних народів, що сприяють стабільності довкілля та прагне до симбіотичного зв’язку з природою — сприяла зміні клімату. 
Департамент економічних і соціальних питань Організації Об’єднаних Націй заявив, що «корінні народи одні з перших зіткнулися з прямими наслідками зміни клімату через їхню залежність від навколишнього середовища та його ресурси та тісні зв’язки з ним».
Точніше, сучасні землі північноамериканських племен у середньому більше піддаються впливу екстремальної спеки та отримують менше опадів, майже половина племен зазнає підвищеної небезпеки лісових пожеж, а сучасні землі племен мають менший потенціал корисних копалин.

### Азія

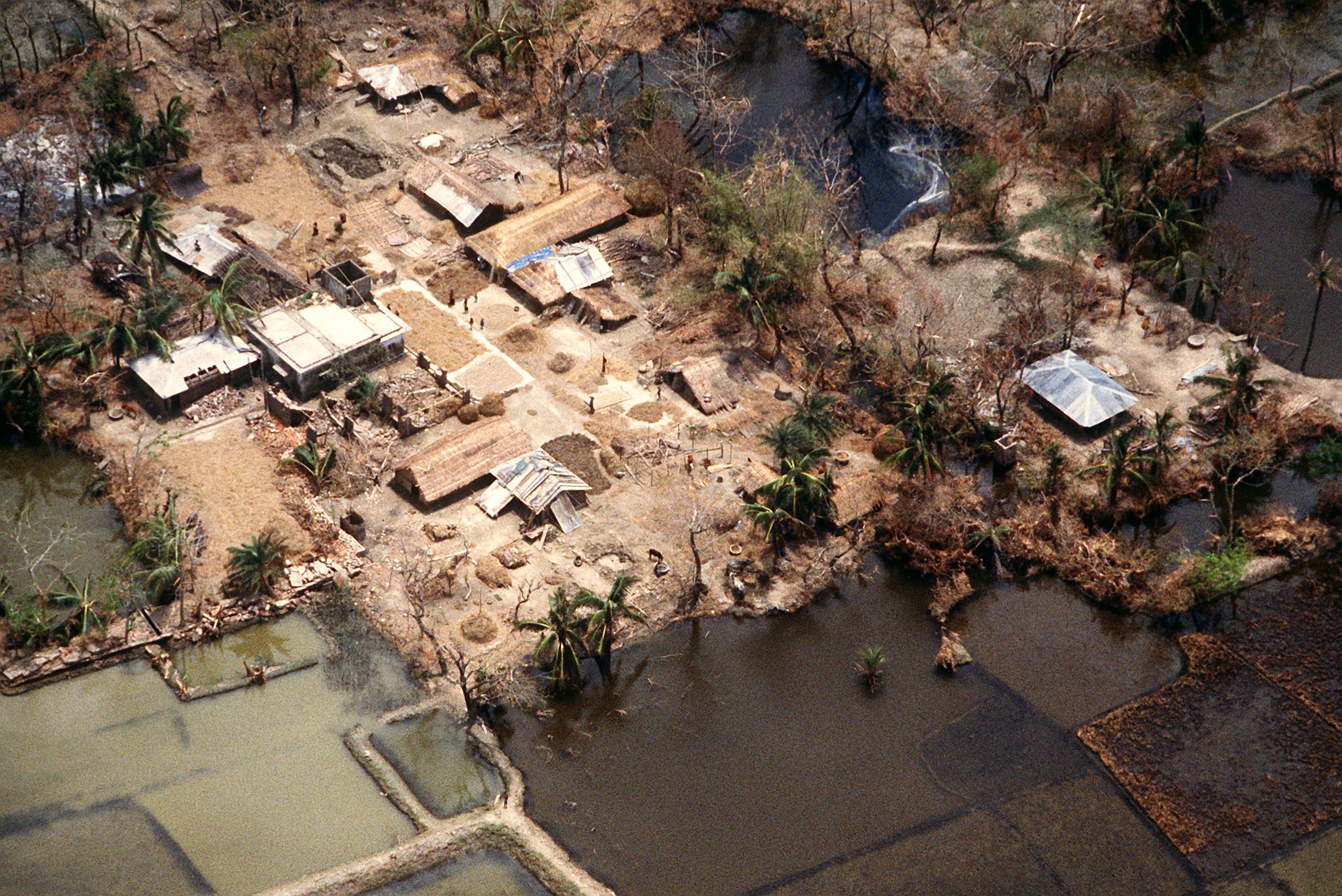
Затоплене село після циклону в Бангладеш у 1991 році

Корінні жителі Азії страждають від різноманітних проблем через зміну клімату. До них належать, зокрема, тривалі посухи, повені, нерегулярні сезонні цикли, тайфуни та циклони безпрецедентної сили та дуже непередбачувану погоду. Це призвело до погіршення продовольчої та водної безпеки, що, у свою чергу, спричинило зростання захворювань, що передаються через воду, теплових ударів та недоїдання. Спосіб життя корінного населення в Азії був змінений і порушений через вищезазначені фактори, а також через збільшення масштабів монокультурних плантацій, дамб гідроелектростанцій та видобутку урану на їхніх землях і територіях до їх вільної та усвідомленої згоди.
На півдні Іраку корінні селяни все ще живуть за досвідом шумерів, піонерів сільського господарства з 6000 р. до н.е. Але нещодавно глобальне потепління вплинуло на цикл посівів: літо стало більш спекотним. Наприклад, серпень – місяць збору винограду та врожаю. Але останнім часом плоди з’являються не в звичний час. Також через високі температури у вересні селяни не зможуть витягнути із води буйволів, бо ті можуть перегрітися.
Старші корінні селяни, які використовують традиційні методи ведення сільського господарства, можуть бути збентежені зміною клімату та не впевнені, які культури і коли їх садити.

### Латинська Америка та Карибський басейн
Хоча деякі традиційні культури процвітають у міських умовах, таких як Мехіко чи Кіто, корінні народи Латинської Америки населяють більшість бідних сільських районів у таких країнах, як Еквадор, Бразилія, Перу та Парагвай. Корінне населення складається з 40 мільйонів латиноамерикансько-карибського населення. Спільноти корінних народів здебільшого мешкають у тропічних лісах Амазонки. У латиноамериканському регіоні проживає понад 600 етнографічно-лінгвістичних ідентичностей. Це розрізнення культур забезпечує різні мови, світогляди та звичаї, які сприяють забезпеченню існування корінних народів. Соціально-економічні, географічні, культурні та політичні фактори роблять ці спільноти надзвичайно вразливими до загроз зміни клімату. Формальна освіта в цих сферах недостатня, що обмежує розуміння навичок ринкової економіки.

#### Центральна та Південна Америка

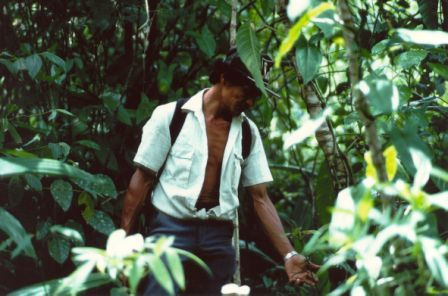
Сільська асоціація у Коста-Ріці керує підприємством, що базується на традиційних практиках.

Люди вплинули на зміну клімату через використання землі, видобутку та використання ресурсів. Людство не тільки посилило кліматичні зміни, але його дії загрожують життєдіяльності корінних народів у вразливих районах. Зокрема, видобувна промисловість в лісах Амазонії та басейні Амазонки загрожує життю корінного населення через використання землі та посилення зміни клімату. Ці видобувні політики спочатку впроваджувалися без згоди корінного населення, а зараз впроваджуються без дотримання прав корінного населення, зокрема, у випадку скорочення викидів від вирубки та деградації лісів (REDD). Вирубка та фрагментація лісів не тільки негативно впливають на площі та засоби існування мешканців, але й сприяють викиду більшої кількості вуглецю в атмосферу, оскільки дерева стають поглиначами вуглецю, що ще більше посилює зміну клімату. Таким чином, вирубка лісів має і буде мати непропорційний вплив на корінне населення в тропічних лісах Латинської Америки, включаючи витіснення цих громад з їхніх рідних земель. Крім того, в басейні Амазонки, де риба є основним ресурсом, на відтворення риби сильно впливають опади та повені. Невідповідність опадів і повеней у свою чергу вплинула річки та зменшила розмноження риб і черепах у річці Амазонка. Крім того, зміна клімату змінила моделі перелітних птахів і змінила час початку та закінчення вологого та сухого сезонів, ще більше посилюючи дезорієнтацію повсякденного життя корінного населення Латинської Америки.
Зміни клімату, спричинені людьми, ймовірно, матимуть руйнівний вплив на мови корінних народів у басейні тропічних лісів Амазонки. Приблизно 20% глобальних мов, що перебувають під загрозою зникнення, знаходяться в даному регіоні. Втрата земель предків, ймовірно, завадить збереженню мов корінних народів, що призведе до культурної кризи, яка може загрожувати «стародавнім знанням, культурній спадщині та всьому почуттю спільноти».
Оскільки більшість внесків і ролі у боротьбі зі зміною клімату, права та ресурси корінних народів часто залишаються невизнаними, ці громади стикаються з непропорційними та найбільш негативними наслідками зміни клімату та програм збереження природи. Завдяки тісному зв’язку з природою та корінними народами, вони одні з перших зіткнулися з наслідками зміни клімату, причому в значній мірі руйнівними.
Корінні народи непропорційно страждають від наслідків зміни клімату, але жінки цих народів ще більше. Політичній участі жінок перешкоджають дискримінація та деякі звичаєві закони. Це робить надзвичайно низьким долучення до прийняття рішень жінок корінного населення. Хоча участь жінок корінного населення все ще відстає, такі країни, як Болівія, Еквадор, Гватемала, Мексика, Нікарагуа та Перу, покращили політичну участь корінних народів. Крім того, жінки часто стикаються з важкою фізичною працею. Щоб зменшити шкоду, покращити здоров’я людей і навколишнє середовище, неурядова організація в Бразилії запровадила еко-піч, яка позбавляє потреби в важких дровах для отримання енергії та приготування їжі. Це дало можливість жити більш здоровим і легким життям жінкам з корінного населення в Бразилії та прилеглих районів, оскільки до цієї програми мають доступ близько 53 000 осіб.
Завдяки широким знанням і здатності корінних народів передбачати й інтерпретувати погодні умови, ці спільноти є життєво важливими для адаптації та виживання в результаті кліматичних загроз. Протягом сотень років спостереження за природою та розробка стратегій стійкої культури дозволили корінним народам передати свої знання майбутнім поколінням. Це збільшує роль корінних народів для розуміння відносин між природою, людьми та збереженням навколишнього середовища. У Латинській Америці та Карибському басейні корінні народи реструктуризують та змінюють сільськогосподарські методи адаптації до кліматичних змін. Вони також переміщуються і переміщують сільськогосподарську діяльність із територій, постраждалих від посухи, у райони з більш підходящими та вологими районами. Для країн Америки та Карибського басейну вкрай важливо продовжувати домагатися збереження довкілля, оскільки 65% земель корінного населення не освоювалися інтенсивно.
Після сапатистського руху в Мексиці в середині 1990-х років проблеми корінного населення були визнані на міжнародному рівні, що стало початком прогресу в політичному залученні та визнанні тубільців. Найбільше політичне представництво мають Болівія, Еквадор та Венесуела, а Мексика визнана країною з найбільшим розривом пропорційно до представництва та населення. Міжнародні договори та цілі, такі як Порядок денний сталого розвитку до 2030 року, Паризька угода та Аддіс-Абебська програма дій, визнають права корінних народів.
Вирішальну роль у боротьбі зі зміною клімату відіграють жінки, особливо в культурі корінного населення, і дуже важливо визнавати їх лідерство та їх успіхи. Незважаючи на загрози зміни клімату, жінки корінного населення піднялися і наполягали на сталих рішеннях у місцевому та глобальному масштабах.

#### Карибський басейн
Наслідки зміни клімату завдають непропорційного впливу на корінне населення, коли корінні народи найменше сприяють зміні клімату. Основним наслідком зміни клімату в Карибському регіоні є збільшення частоти екстремальних погодних явищ. У регіоні спостерігається наплив повені, цунамі, землетруси, сильні вітри та зсуви. Ці події призвели до масштабної інфраструктурної шкоди як державній, так і приватній власності для всіх. Наприклад, ураган «Іван» завдав Гренаді збитків на загальну суму 135% ВВП Гренади, відкинувши розвиток країни приблизно на десять років назад. Наслідки цих подій, однак, найбільш сильно відчувають корінні жителі, які були змушені переїхати в найекстремальніші райони країни через тривалі наслідки, які мав на регіон колоніалізм. У цих екстремальних регіонах екстремальні погодні явища є ще більш вираженими, що призводять до спустошення врожаю та худоби. Також у Карибському басейні люди повідомили про ерозію пляжів, менший доступ до пляжів, зменшення рослинності, помітне підвищення рівня моря та пересихання річок. Ерозія пляжів і берегових ліній, а також втрата рослинності частково пов'язані з посиленням забудови вздовж вразливих берегових ліній по всьому Карибському басейну, що, як правило, пов'язано з розширенням туристичної індустрії та зростанням людської активності.
У 2005 році в Карибському басейні відбулася велика подія, пов’язана з вибілюванням коралів, яка була пов’язана з надзвичайно високою температурою поверхні моря, яка може бути пов’язана або не пов’язана зі зміною клімату. Величезне знебарвлення коралів може мати згубний вплив на здоров’я морських екосистем і може призвести до скорочення рибних запасів, на які корінні народи Карибського басейну можуть покладатися як на джерело їжі та спосіб заробітку. Враховуючи, що в багатьох регіонах Карибського басейну не вистачає води, а багато малих острівних держав, що розвиваються, покладаються на атмосферні опади, а безпека підземних вод також стала проблемою.
Серед змін сільськогосподарських методів, корінним народам і жителям цих регіонів важливо інтегрувати плани ліквідації наслідків лиха, національні цілі сталого розвитку та збереження навколишнього середовища у повсякденне життя. Оскільки землі корінних народів постійно зазнають агресії, від урядів до промисловості, щоб боротися та протестувати за права корінного населення, тубільцям вкрай важливо співпрацювати з такими групами, як Альянс тропічних лісів. Регіон Карибського басейну зосереджується на потребах нарощування потенціалу, щоб дати можливість корінним народам використовувати свої традиційні знання для підвищення стійкості громади до зміни клімату.

### Північна Америка

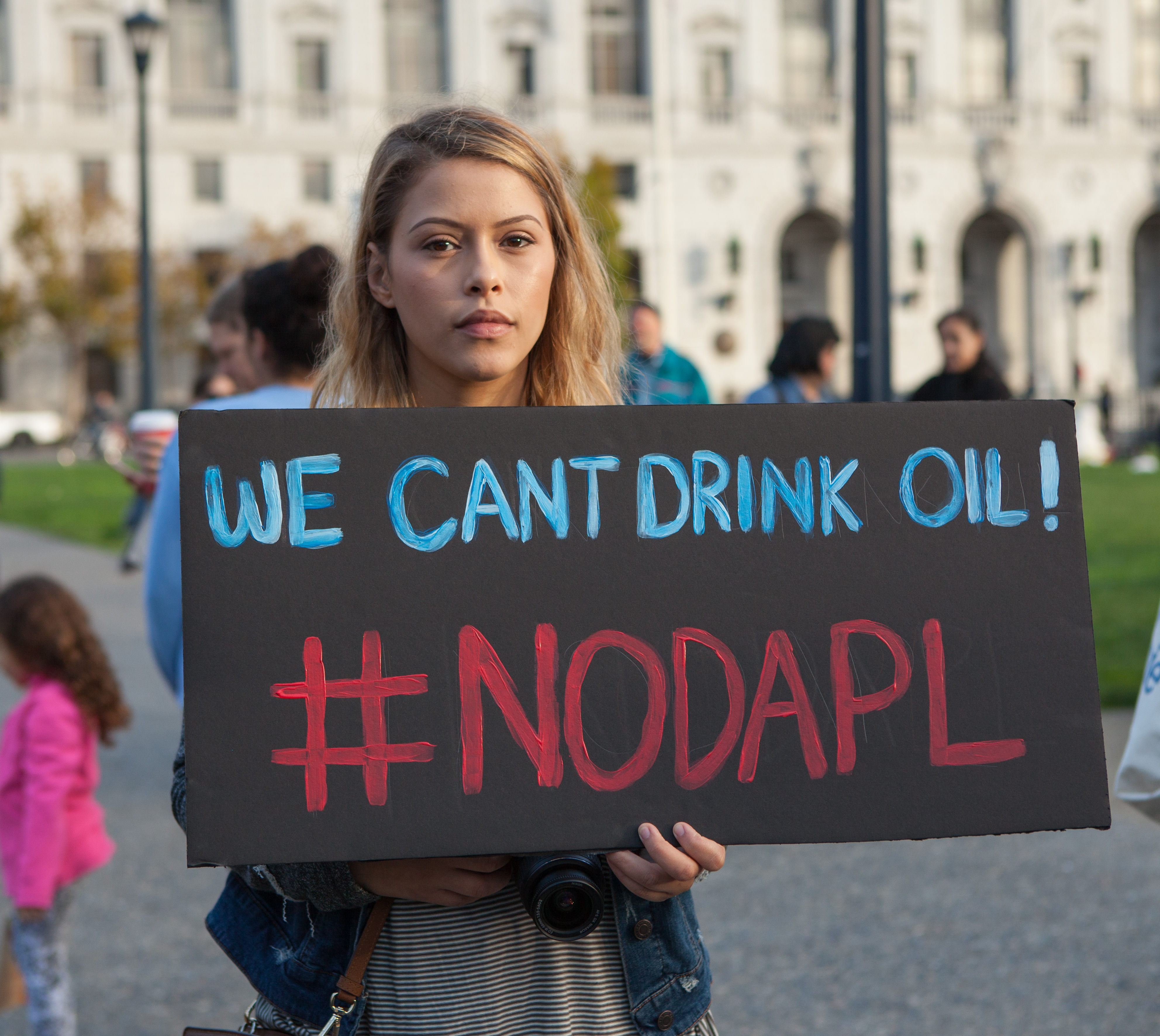
Людина, яка протестує проти трубопроводу доступу до Дакоти, тримає табличку з написом «Ми не можемо пити нафту! #NoDAPL"

Зміни навколишнього середовища через зміну клімату впливають і будуть впливати на корінне населення Північної Америки. Вони включають підвищення температури, зміни опадів, зменшення льодовиків і снігового покриву, підвищення рівня моря, збільшення повені, посухи та інші екстремальні погодні умови. Відсутність продовольчої та водної безпеки, обмежений доступ до традиційних харчових продуктів і місць традиційного приживання, а також підвищений вплив інфекційних захворювань – це вплив на людський вимір, який, швидше за все, слідуватиме змінам навколишнього середовища.
Кожен четвертий індіанець та індіанка стикається з проблемою продовольчої безпеки. Народи Північної Америки, такі як інуїти, покладаються на такі види діяльності, як полювання, рибальство та збиральництво. 15-22% раціону деяких корінних громад складається з різноманітних традиційних продуктів. Ця діяльність має важливе значення для виживання племінної культури та для колективного самовизначення племені. Дієта корінного населення Північної Америки складається з основних продуктів харчування, таких як дикий рис, молюски, боби, лосі, олені, ягоди, північні олені, моржі, кукурудза, кабачки, риба та нерпи. Наслідки зміни клімату, в тому числі зміни якості та доступності прісної води, зміна міграційних моделей основних видів рослин і збільшення рідкості місцевих видів рослин, ускладнили племенам існувати своїм традиційним харчуванням і брати участь у їхньому харчуванні, що є культурно важливими заходами. Традиційні дієти корінних жителів Північної Америки також забезпечують тубільцям необхідні поживні речовини. За відсутності цих основних продуктів харчування — і часто через те, що населення проживає в «харчових пустелях», воно зазнає бідності. Так, корінні американці, які живуть у резерваціях, схильні до більш високого рівня шкідливих захворювань, пов’язаних з харчуванням, таких як діабет, ожиріння, і серцеві захворювання. У деяких спільнотах американських індіанців у Сполучених Штатах 20% дітей у віці 2–5 років страждають на ожиріння.
Корінне населення в Сполучених Штатах і Канаді є громадами, які через соціально-економічні недоліки є непропорційно вразливими до наслідків зміни клімату. Ці зміни в навколишньому середовищі вплинуть на спосіб життя корінних груп, які включають, але не обмежуются ними, жителів Аляски, інуїтів, денів і кучинів. Рівень бідності, нижчий рівень доступу до освіти, житла та можливостей працевлаштування в корінних громадах вищий, ніж у некорінних громадах Північної Америки. Ці умови підвищують вразливість та чутливість корінних громад до зміни клімату. Соціально-економічні недоліки не тільки збільшують їхню вразливість, а в деяких випадках вони також обмежують здатність корінних груп впоратися з шкідливими наслідками зміни клімату та відновитися від них. Деякі з рішень, запропонованих для боротьби зі зміною клімату в Північній Америці, як-от пом’якшення забруднення вугіллям і продукти харчування з генетично модифікованими організмами (ГМО), фактично порушують права корінних народів й ігнорують те, що відповідає їхнім інтересам на користь підтримки економічного процвітання в регіоні. Крім того, багато племінних громад вже зіткнулися з необхідністю переміщення або захисту від зміни клімату (наприклад, підвищення рівня моря), але загалом для допомоги племінним громадам у захисті від зміни клімату та переселення не вистачає коштів і спеціальних державних програм. Це може призвести до подальшої ерозії корінних культур і громад. Крім того, втрата біорізноманіття в регіоні суттєво обмежила здатність корінних народів адаптуватися до змін у своєму середовищі. Така невизначеність і зміни в способах існування й у культурі, поряд зі знищенням культурно значущих екосистем і видів, можуть негативно вплинути на психічне здоров’я людей і «відчуття місця».
Підвищення температури загрожує культурним традиціям та обрядам. Багато церемоній корінних народів передбачають перебування протягом кількох днів без їжі та води, що при все більш високих температурах може стати небезпечним для здоров’я і навіть життя.
Важливою темою, яку слід розглянути, розглядаючи перетин зміни клімату та корінного населення, є наявність структури корінного населення та розуміння суті явища корінного населення. Через прямий вплив зміни клімату на засоби існування багатьох корінних народів та їх зв’язок із землею та природою, ці громади розробили різні системи тубільних знань. Корінні знання відносяться до колективних знань, які накопичувалися і розвивалися кількома поколіннями щодо ставлення людей до навколишнього середовища. Ці системи знань через довгу хронологію екологічних спостережень та регіонального екологічного розуміння стають все більш важливими в дискусіях про зміну клімату. Однак є небезпеки, пов’язані з ними. Традиційні знання часто є частиною духовної ідентичності корінного населення, і зловживання ними може призвести до неповаги та експлуатації їхньої культури, тому деякі спільноти можуть вагатися у тому, чи варто поділитися своїми знаннями. Прикладом того, як знання тубільців ефективно використовувалися для розуміння зміни клімату, є моніторинг Арктики корінними мешканцями Аляски. Їхні знання були використані для спостереження змін у поведінці тварин і погодних умов, а також для розробки способів адаптації в мінливому середовищі.
У відповідь на зміни в навколишньому середовищі в племінних громадах Північної Америки організувалися рухи активістів корінного населення. Деякі спільноти піднялися на знак протесту проти несправедливості, які на них накладається. Помітний і останній приклад активності корінного населення обертається навколо #NoDAPL movement. «1 квітня жителі племен нації лакота Стендинг Рок та інші громадяни лакоти, накоти та дакоти заснували табір духів уздовж запропонованого маршруту доступу до Дакоти», щоб заперечити проти встановлення нафтопроводу через корінну землю. Іншим прикладом може бути північно-західний Онтаріо, де індіанці протестували проти суцільної рубки дерев на їхній території. Племена в штаті Вашингтон, які покладаються на рибу, протестували проти надмірного вилову риби та руйнування середовища їх проживання. Екологічна активність корінних народів проти наслідків зміни клімату та сил, які сприяють постійному згубному впливу на землю племен, має на меті виправити їхню вразливість і неблагополучний статус, а також сприяє ширшому обговоренню племінного суверенітету. Прагнучи сприяти визнанню корінних племен відповідно до екологічної активності корінних народів, корінні вчені та організації, такі як Наукове та інженерне товариство американських індіанців, відзначили важливість включення знаннєвого спадку корінного населення в зусилля, спрямовані на стійкість.

### Австралія та Океанія

#### Австралія

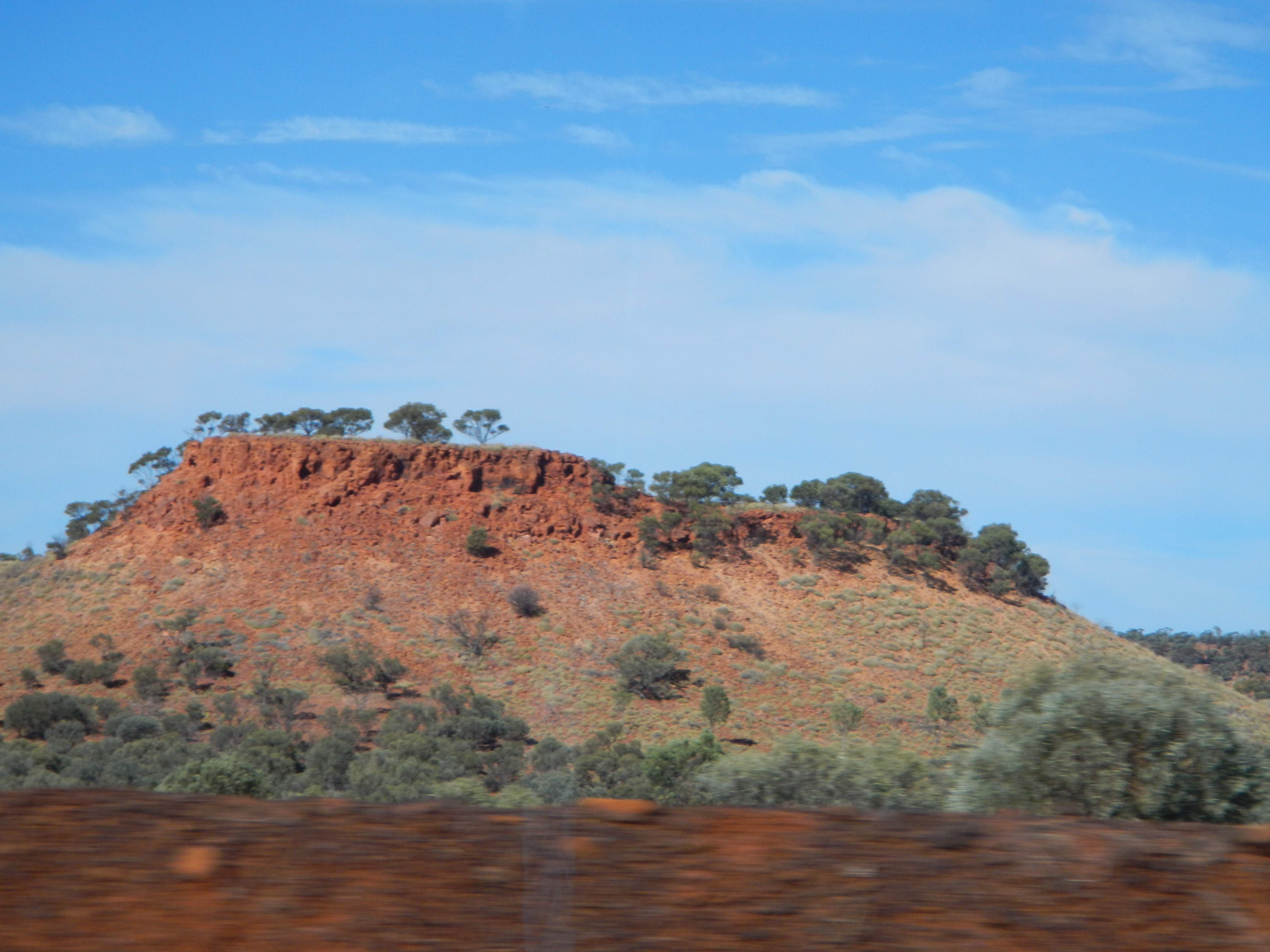
Пейзаж австралійської глибинки

Багато тубільців австралії живуть у сільських і віддалених сільськогосподарських районах по всьому материку, особливо в північних і південних районах континенту. Існує безліч різних впливів клімату на різні громади тубільців, включаючи циклони в північному регіоні та повені в Центральній Австралії, які негативно впливають на культурні об’єкти, а отже, і на відносини між корінним населенням і місцями, які зберігають їх традиційні знання.
Деякі з цих змін включають підвищення рівня моря, спекотність і триваліший період часу, а також більш серйозні циклони протягом сезону циклонів. Проблеми клімату включають лісові пожежі, хвилі спеки, повені, циклони, підвищення рівня моря, підвищення температури та ерозію. Від змін клімату найбільше постраждали  громади на півночі, де корінні жителі Австралії та островів Торресової протоки становлять 30% населення. Дані спільноти, розташовані на прибережній півночі, знаходяться в найбільш неблагополучному становищі через соціальні та економічні проблеми та залежність від своїх традиційних земель для їжі, культури та здоров’я. Це викликало запитання у багатьох членів громад у цих регіонах, чи варто їм відійти з цієї території чи залишитися там.
Корінні народи, зокрема тубільці Австралії, завжди реагували та пристосовувалися до зміни клімату. Корінні австралійці існували на материку протягом десятків тисяч років. Завдяки цьому постійному життю австралійці-тубільці протягом тисячоліть спостерігали та адаптувалися до кліматичних і екологічних змін, що унікально дає їм можливість реагувати на поточні кліматичні зміни. Незважаючи на те, що ці громади змінили свою практику поза часом, існують традиційні екологічні знання (ТЕЗ), які сьогодні можуть принести користь місцевим і корінним громадам. Корінним жителям не було запропоновано багато можливостей, щоб впливати та вносити свої традиційні знання у створення поточної міжнародної та місцевої політики, пов’язаної з адаптацією до зміни клімату.

#### Океанія

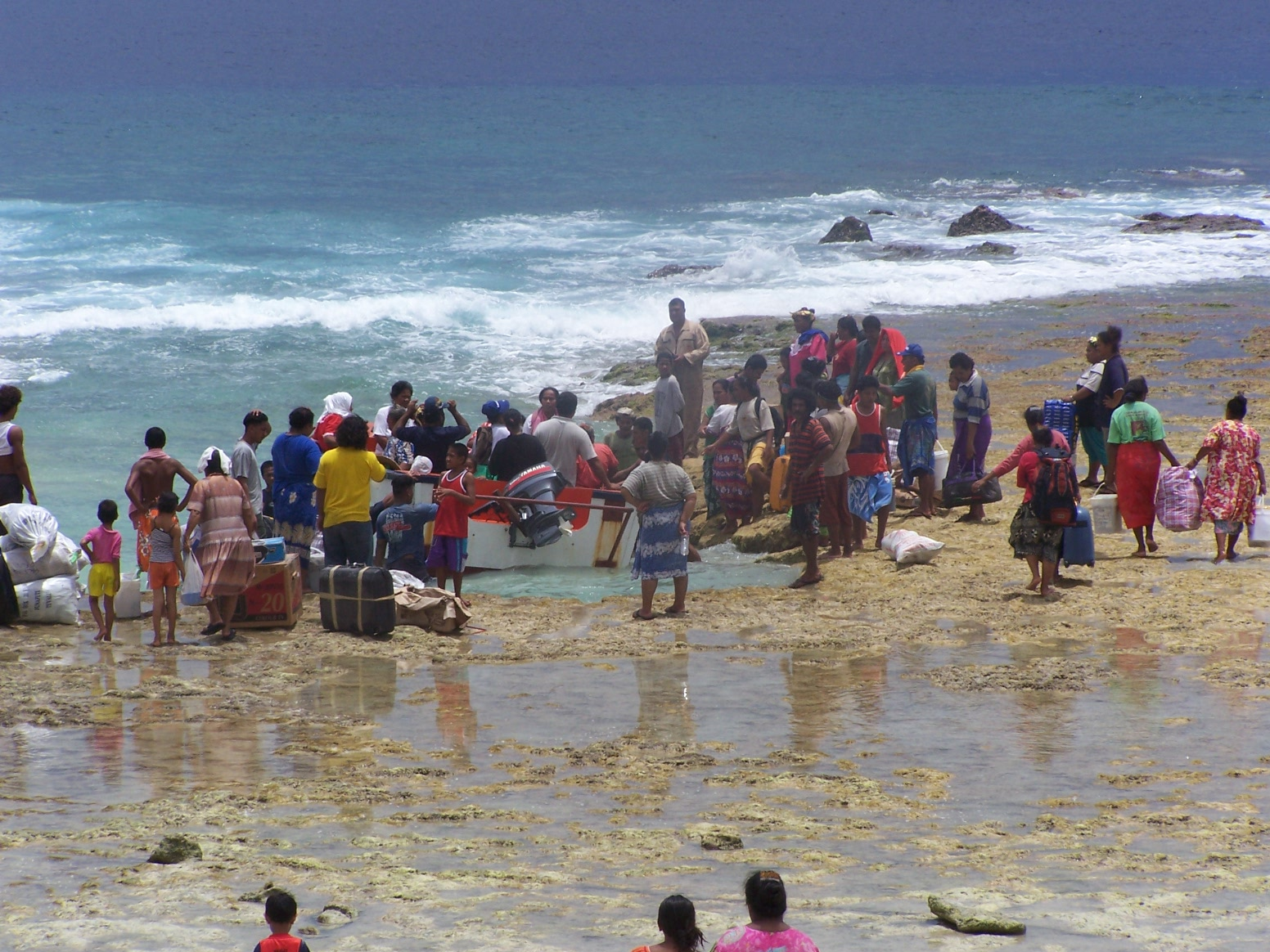
Прибуття вантажу на тонучий острів Тувалу, південна частина Тихого океану.

Тихоокеанський регіон характеризується низькими висотами та острівними береговими лініями, що робить його дуже сприйнятливим до підвищення рівня моря та ерозійних наслідків зміни клімату. Через зміну клімату, переміщення та винищення корінного населення у тихоокеанському регіоні затонули цілі острови. Крім того, регіон страждає від постійно зростаючої частоти та інтенсивності циклонів, затоплень та посилених припливів та зменшення біорізноманіття через руйнування коралових рифів та морських екосистем. Зменшення біорізноманіття поєднується зі зменшенням популяцій риби та інших морських мешканців, яке корінне населення регіону використовує як їжу. Через зміну клімату корінні жителі регіону також втрачають багато джерел їжі, таких як цукрова тростина, ямс, таро та банани Спостерігається зменшення кількості питної води, яка стає доступною лише через дощі.
Багато тихоокеанських острівних держав мають значну економічну залежність від індустрії туризму. Корінні народи не знаходяться поза економічними умовами нації, тому на них впливають коливання туризму та те, як на нього вплинула зміна клімату. Тихоокеанські коралові рифи є великою туристичною пам’яткою, а з підкисленням і потеплінням океану через зміну клімату, коралові рифи, які хочуть бачити багато туристів, вибілюються, що призводить до зниження процвітання галузі.
За словами Ребекки Цосі, професора, відомої своєю роботою в галузі прав людини корінних народів, наслідки глобальної зміни клімату особливо помітні в тихоокеанському регіоні світу. Вона наводить сильні та глибоко взаємопов’язані стосунки корінних народів із їхнім оточенням. Ці тісні стосунки викликають у корінного населення більшу потребу швидко адаптуватися до наслідків зміни клімату через те, наскільки вони залежні від навколишнього середовища.

## Вплив корінних народів на клімат

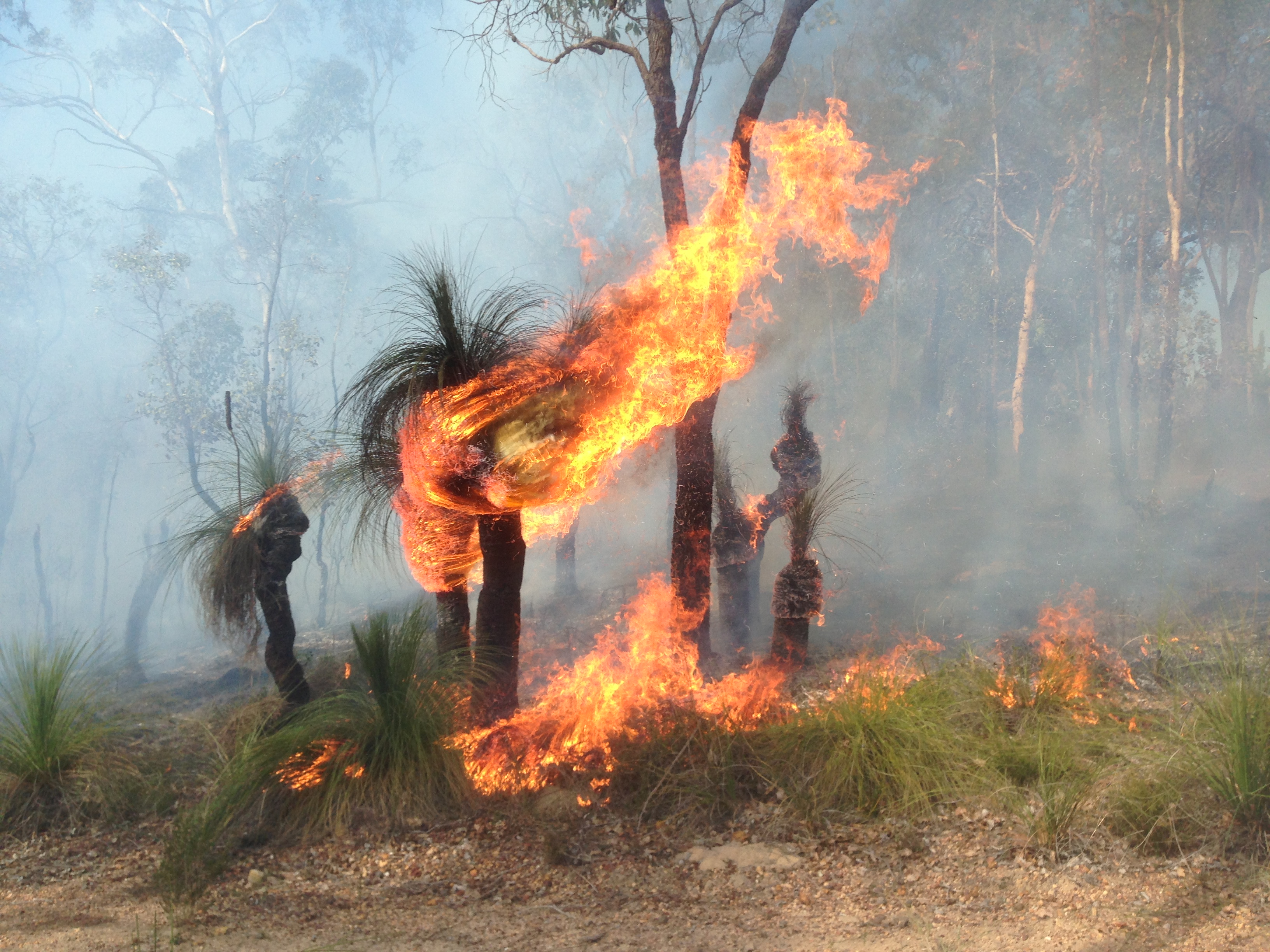
Прикладом управління екосистемою є дісльність австралійського уряду, який повертає землю аборигенам, щоб вони практикували свою традицію керованого вогню. Це зробило території природи більш біологічно різноманітними та зменшило загрозу лісових пожеж та їх тяжкість.

Корінні народи різними способами, у тому числі за допомогою кліматичної активності, працюють над запобіганням та боротьбою з наслідками зміни клімату. Деякі приклади місцевих кліматичних активістів наводить Отем Пельтьє з тубільців-віквемкунів на острові Манітулін на півночі Онтаріо та Ніну Гуалінгу з громади, що говорить на мовікічуа, із Сараяку в еквадорській Амазонії.
Отем Пельтьє з тубільців на острові Манітулін на півночі Онтаріо була рушійною силою в боротьбі за захист води в громадах корінного населення Канади. Пельтьє є головною комісаркою з водних ресурсів анішинабеків, яка презентує 40 корінних народів в Онтаріо. Пельтьє, яка у 2019 році у віці 14 років стала комісаром з водних ресурсів, об'єднала активістів та активістів для захисту вод корінних народів, що стало частиною руху проти змін клімату.
Ніна Гуалінга провела більшу частину свого життя, працюючи над захистом природи та громад еквадорської Амазонки. У 18 років вона представляла молодь корінних народів у Міжамериканському суді з прав людини, допомагаючи виграти знакову справу проти уряду Еквадору за дозвіл на буріння нафти на землях корінних народів. Зараз вона виступає на міжнародній арені за права корінного населення та економіку без викопного палива. Гуалінга нещодавно отримала від Всесвітнього фонду природи (WWF) Міжнародну президентську премію молоді, яка відзначає видатні досягнення природоохоронців у віці до 30 років.
Корінні громади також працюють над боротьбою з наслідками зміни клімату на їхні громади за допомогою громадських ініціатив. Наприклад, члени громади канадських інуїтів-риголетів Нунаціавуту в Лабрадорі, працюють над боротьбою з почуттям культурної розірваності, організовуючи навчання традиційним навичкам на уроках громади, дозволяючи людям відчувати себе більш пов’язаними зі своєю культурою та один з одним. Крім того, члени спільноти ріголетів працювали з дослідниками з Університету Гвельфа, щоб розробити додаток, який дозволяє членам спільноти ділитися своїми висновками щодо безпеки місцевого морського льоду, щоб зменшити занепокоєння навколо невизначеності умов навколишнього середовища. Члени громади визначили ці ресурси як цінні інструменти для подолання екологічного горя, яке вони відчувають у результаті зміни клімату.
Крім того, корінні громади та групи працюють з урядовими програмами, щоб адаптуватися до впливу зміни клімату на їхні спільноти. Прикладом такої урядового проєкту є Програма зміни клімату та адаптації до здоров’я (Climate Change and Health Adaptation Program, CCHAP) у рамках відділу охорони здоров’я перших націй та інуїтів служби корінних народів Канади. Селкіркська спільнота в Юконі співпрацювала з CCHAP, щоб здійснити проєкт, який зосереджується на стосунках між землею, водою та людьми, які покладаються на рибні табори для забезпечення продовольчої безпеки. Вони мають продовжувати культурні практики, які підтримують розумові, фізичні, емоційні та духовного благополуччя свого народу. Група збереження Мікмау Конфедерації материкової частини мікмаків в Новій Шотландії працювала з CCHAP над проєктом, який передбачав проведення кліматичних досліджень, залучення членів громади, розробку оцінки потреб та звітування про стан заходів надзвичайних ситуацій, пов'язаних зі зміною клімату. Корінна кліматична акція (Indigenous Climate Action, ICA) є єдиною організацією з питань кліматичної справедливості в Канаді. Вона впроваджує «інструменти, освіту та потенціал, необхідні для того, щоб знання корінних народів були рушійною силою у кліматичних рішеннях». Зокрема, вони провели багато демонстрацій, допомагаючи Теку вийти з проєкту битумних пісків.

## Переваги участі корінних народів у дослідженнях та управлінні змінами клімату
Історично корінні жителі не були включені в до світових обговорень проблем зміну клімату, в дослідженнях не розглядали можливості для їх участі. Наприклад, корінні жителі тропічних лісів Еквадору, які зазнали різкого зменшення біорізноманіття та збільшення викидів парникових газів через вирубку Амазонки, не були включені до проєкту «Зменшення викидів від вирубки та деградації лісів» 2005 року (Reducing emissions from deforestation and forest degradation, REDD+). Це особливо важко для корінного населення, бо багато хто може відчути зміни у своєму місцевому кліматі, але не може пояснити причини, які вони спостерігають.

### Традиційні екологічні знання
Критики програми наполягають на тому, що участь корінних народів необхідна не лише, тому, що це необхідно з міркувань соціальної справедливості, а й тому, що корінні групи краще захищають свої ліси, ніж національні парки. Ці знання, що базуються на місцевості, укорінені в місцевих культурах, традиційних знаннях корінних народів, корисні для визначення впливу зміни клімату, особливо на місцевому рівні, де наукові моделі часто зазнають невдачі. Крім того, традиційні знання відіграють вирішальну роль у розгортанні нових екологічних програм, завдяки яким ці програми мають вищий рівень участі та є більш ефективними. Це відбувається коли корінні народи мають право голосу щодо того, як формувати ці програми. У традиційних знаннях існує підмножина знань, які називаються традиційними екологічними знаннями (ТЕЗ). ТЕЗ – це знання, які корінні народи накопичили, передаючи досвід від покоління до покоління. ТЕЗ – це, зокрема, знання про стосунки групи з іншими живими істотами та навколишнім середовищем та їх класифікацію.

### Зміна клімату та управління

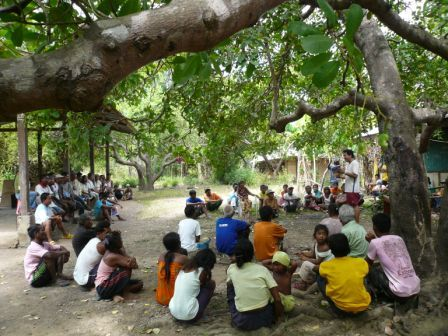
Обговорення питань управління на острові Корон, який повністю визнаний родовим доменом (наземна та морська зона) під колективним управлінням його корінних народів (тагбанва) на Палавані (Філіппіни)

Розширюючись, врядування, особливо управління кліматом, виграє від інституційного зв’язку з тубільцями, оскільки це гіпотетично призведе до підвищення продовольчої безпеки. Такий зв’язок також сприятиме спільному почуттю відповідальності за використання природних ресурсів довкілля у спосіб, який відповідає сталому розвитку в цілому, але особливо цілям сталого розвитку ООН. Донесення питань управління до корінного населення, тих, хто найбільше піддається впливу кліматичних проблем і непропорційно вразливий, підвищить стійкість спільнот та підвищить місцеву стійкість, що, у свою чергу, призведе до позитивних наслідків на вищих рівнях. Теоретизується, що використання знань корінного населення на місцевому рівні є найефективнішим способом руху до глобальної стійкості. Корінні громади з покоління в покоління передають та вдосконалюють певні традиційні знання про погодні особливості та кліматичні зміни. Ці громади адаптувалися до зміни клімату в минулому і мають інформацію, яку некорінні люди можуть використовувати для адаптації до зміни клімату в майбутньому. Останнім часом все більше кліматологів та активістів з корінного населення виступають за включення ТЕЗ до досліджень щодо політики зміни клімату та адаптаційних зусиль як для корінних, так і для некорінних громад.
Міжурядова група експертів з питань змін клімату (Intergovernmental Panel on Climate Change, IPCC) наголосила на своїй підтримці включення ТЕЗ до їх спеціальної доповіді: глобальне потепління 1,5 °C кажучи:
|  | Існує середня кількість доказів і висока згода про те, що знання корінних народів є вирішальними для адаптації, підтримуючи адаптаційні можливості через різноманітність місцевих агроекологічних та лісових систем, колективну соціальну пам’ять, сховище накопиченого досвіду та соціальні мережі... Багато вчених стверджують, що визнання прав корінних народів, систем управління та законів є центральним для адаптації, пом'якшення наслідків та сталого розвитку. |